# بانبوري
بَنْبوري (نقحرة: بانبوري) (بالإنجليزية: Banbury)، هي مدينة تاريخية ويعرف عنها مدينة التسوق، وتقع عند نهر شيرول في أوكسفوردشير بإنجلترا، عدد السكان حوالي 46,853 نسمة.

## توأمة
لبنبوري اتفاقيات توأمة مع كل من:
- إرمونت
- هيننف

## أعلام
- رودني غولد
- بيتر مود
- آلن لويد هودجكين
- سام دوغلاس
- جوزيف نايت
- ريتشارد كروسمان
- ريشي هاوتن
- ريمون توكي
- ريتشارد غرانفيل
- ويليام هربرت